# Pony Malta (equip ciclista)
El Pony Malta va ser un equip ciclista colombià que competí professionalment entre el 1987 i 1991.

## Corredor millor classificat en les Grans Voltes
| Any  | Giro d'Itàlia         | Tour de França | Volta a Espanya                         |
| ---- | --------------------- | -------------- | --------------------------------------- |
| 1987 | -                     | -              | -                                       |
| 1988 | -                     | -              | 41.º José Alirio Chizabas Torres        |
| 1989 | -                     | -              | -                                       |
| 1990 | -                     | -              | 15.º José Francisco Rodríguez Maldonado |
| 1991 | 12.º Nelson Rodríguez | -              | -                                       |

## Principals resultats

### A les grans voltes
- Volta a Espanya
  - 2 participacions (1988, 1990)
  - 0 victòries d'etapa:

- Tour de França
  - 0 participacions

- Giro d'Itàlia
  - 1 participacions (1991)
  - 0 victòries d'etapa: